# Rýsování (cvičení)
Rýsování, řidčeji tónování je typ fyzického cvičení za účelem tvorby a zpevnění svalstva a snížení úrovně tuku. Název vychází z toho, že se svaly jen „vyrýsují“, tj. nejde o maximální tvorbu svalové hmoty. 
Výzkum a základní anatomické znalosti dokládají, že jedno specifické cvičení svaly nemění, rýsování může jen pomoci ke ztrátě tuku a nárůstu svalu. Tvar svalu měnit také nelze. Vyrýsování svalů je obvyklý cíl cvičení, zvláště u žen.

## Cvičení
Pro rýsování jsou typické vzpírání, cvičení prováděné s vysokým opakováním a nízkým odporem (nízká hmotnost) a s krátkými dobami odpočinku.